# Снукер
Снукер (енгл. snooker) је билијарска игра, најпопуларнија у Уједињеном Краљевству, Аустралији и неким деловима Азије. Игра се на столу с размером 12 пута 6 стопа (приближно 366 cm пута 183 cm). Сто има шест рупа — по једну на сваком углу и још две на средини дужних страна. Игра се билијарским штапом, једном белом (тзв. ударном куглом), 15 црвених и шест шарених (жута, зелена, смеђа, плава, ружичаста и црна) кугли, које се називају још и циљне кугле. Свака црвена кугла вриједи један поен, а вриједност обојених износи (редом): жута = два поена, зелена = три, смеђа = четири, плава = пет, ружичаста = шест и црна = седам. Онај играч (или тим) који освоји највише поена у једном сегменту партије (меча), а који се назива фрејм (енгл. frame = рунда, тура), осваја тај фрејм. Партију добија играч који освоји унапред одређени број фрејмова. Већина аматерских двобоја игра се на мали број фрејмова, док професионалци на најјачим турнирима играју и до више десетака фрејмова. Финале светског првенства састоји се од максимално 35 фрејмова (best of 35), што значи да је победник играч који први освоји 18 фрејмова. Тај и слични мечеви играју се током два дана, у максимално четири сесије.
Снукер, за који се генерално сматра да су га изумели британски официри у Индији, популаран је у многим земљама енглеског говорног подручја и земљама Комонвелта, а најбољи професионални играчи остварују вишемилионске зараде (у фунтама) током својих каријера. Такође је популаран и у Кини и та је популарност у све већем порасту.

## Историја
Генерално је прихваћено да је снукер настао у другој половини 19. века. Билијар је био нарочито популаран међу британским официрима у Индији, па су мало-помало развијане нове варијанте традиционалне игре. У једној од њих, која је изумљена у официрској кантини у Јабалпуру 1874. или 1875, већ постојећим црвеним куглама (и црној) додате су тзв. обојене. Реч snooker има и војно порекло: њоме су се у војном сленгу означавали кадети прве године или неискусно особље. У једној верзији тврди се да је пуковник сир Невил Чемберлејн из девонширске регименте једном приликом играо ову нову игру и кад његов противник није успео да убацити једну куглу, назвао га је снукером (тј. „гуштером”, у нашем војном жаргону; иначе, реч snooker значи „поставити препреку”, што је чест потез у самој игри). Тако је реч остала везана за ову игру, прераставши касније и у њено службено име.
Снукер се развио и проширио у другој половини 19. и првим деценијама 20. века, па је 1927. Џо Дејвис, иначе професионални играч билијара и снукера, организовао је прво светско првенство. Давис је игру из онога што је било хоби подигао на виши ниво и увео у професионалну сферу. Освојио је свако светско првенство до 1946, када се повукао. Игра је доживела и већи пад у 50-има и 60-има, када је била занимљива само реткима изван круга оних који су се њом бавили. Дејвис је 1959. покушао да уведе нову варијанту, тзв. snuker plus (са две додатне обојене кугле), али то никад није успело. Прекретница се десила десет година касније, 1969, када је Дејвид Атенборо, који је тада био на високом положају у ББЦ-ју, „наручио” снукерски турнир Pot Black како би демонстрирао потенцијал телевизије у боји (која тада још није била довољно заживела) јер су зелени стол и разнобојне кугле биле идеалне да се покажу предности преношења слике у боји. То се показало прилично успешним, па је једно време турнир био други најпопуларнији ТВ-догађај на каналу ББЦ Два. Интерес за игру знатно је порастао, па је светско првенство 1978. било прво које је у целости телевизијски преношено. Снукер је убрзо постао традиционални спорт у Уједињеном Краљевству, Ирској и већини земаља Комонвелта и доживео је доста успеха у последњих 30 година, а већина рангирајућих турнира преношена је телевизијски. Последњи фрејм легендарног финала Светског првенства 1985. између Стива Дејвиса (није у сродству са Џоом) и Дениса Тејлора гледало је 18,5 милиона људи. Последњих година многе дуванске компаније повукле се из спонзорства професионалних турнира, што је довело до смањења њиховог броја, иако су пронађени неки нови спонзори (углавном кладионичарске куће), а и све већа популарност снукера у Кини и на Далеком истоку, с новим младим талентима, као што је Лијанг Венбо, и уз већ афирмиране играче (Динд Ђуенхуеј, Марко Фу) наговештава добре дане за будућност ове игре у том делу света.

## Правила
Свака кугла носи различит број поена: црвене по 1 поен, а шарене од 2 до 7 (жута 2, зелена 3, смеђа 4, плава 5, ружичаста 6 и црна 7). После сваке убачене црвене кугле убацује се једна од шарених. Свака шарена кугла има своје место на столу, и када се убаци у рупу враћа се на првобитну позицију. Црвене се не враћају после убацивања у рупу. Када на столу нема више црвених кугли, онда се шарене убацују по реду, од жуте до црне. Крајњи циљ партије је да играч освоји више поена од противника. Максималан број бодова (без промашаја), тзв. „максимални брејк“ у току партије које играч може да освоји је 147, тј. 15 црвених, 15 црних и 6 шарених (укључујући и црну). У ванредним ситуацијама може се освојити и 155 бодова. Ако играч дође за сто након што је противник направио фаул и ако није у могућности погодити било коју страну било које црвене кугле, тј. ако је „снукерован“ на свакој црвеној кугли, тада може номиновати неку од шарених кугли као црвену (тзв. free ball). У оваквим околностима могуће је убацити 16 црвених и црних + 27 поена за шарене, што укупно износи 155.
Поени се такође могу освојити из фаулова: ако играч погоди прво неку од шарених уколико је на реду црвена кугла, и обратно; затим ако буде убачена бела кугла, или ако играч не изађе успешно из „маске“ („маском“ се назива ситуација у којој је играч противнику оставио белу куглу на позицији из које се не може директно погодити циљна кугла). Фаул вреди најмање четири поена, ако је убачена бела и грешком погођена нека од шарених кугли која носи мањи број поена, па све до седам, уколико је начињен фаул на црној.
Једна игра, са лоптама на почетним положајима, назива се партија. Један меч се састоји од унапред одређеног броја партија које играч мора добити. На већини професионалних турнира у почетним колима предодређено је освојити пет партија да би се добио меч, док се тај број повећава у полуфиналу и финалу, где је потребно добити девет или једанаест партија да за победу у мечу. На Светском првенству у снукеру, које се сваке године одржава у Шефилду у Енглеској, игра се на 11 добијених партија, док је за победу у финалу потребно освојити 18 партија и такви мечеви се играју током два или три дана.
Сваки сусрет прати судија који се стара о поштеној игри. Судија такође враћа шарене кугле на њихове положаје (тачке) након убацивања, досуђује фаулове, те говори колико је поена освојио играч „у низу“ (низом се називају поени освојени из једне посете столу, нпр.: ако је играч освојио 15 поена, могуће је да је убацио једну црвену, затим црну куглу, поново црвену, па ружичасту, а онда промашио или због лоше позиције беле кугле одиграо одбрамбени [сигурносни] ударац). Снукер се сматра господском игром, па професионални играчи увек, а неретко и на своју штету, признају почињен фаул ако га је судија превидео, често честитају противнику на добром потезу или се извине за ситуације у којима су имали спортске среће.

## Опрема
Опрему чине: билијарски штап (популарно „так“), који се израђује најчешће од јаворовине или стаклене вуне, са кожним врхом; затим креда (популарно „кикс“) која се наноси на врх штапа ради остваривања бољег контакта између штапа и ударне кугле (за примену фелша на ударној кугли); затим наставак — краћи додатак који се причвршћује на крај вратила штапа у ситуацијама у којима није неопходно користити помоћни мост, а како би играч могао да се правилно спусти на ударац; разни помоћни мостови („паук“, „лабудов врат“, продужени помоћни мост итд.); троугао којим се лопте ређају за почетак игре; и обележивач који се (1) поставља под куглу ради обележавања њене позиције, ако се она привремено уклања са стола како би је судија обрисао од остатака креде, зноја или неке прљавштине, (2) користи за проверу да ли се шарена кугла након убацивања може вратити на своју тачку уколико су друге лопте у близини па се то не може одока оценити, (3) користи за процењивање да ли се ударном куглом може погодити крајња ивица циљне кугле, при примени правила „слободна кугла“, тако што се обележивач поставља поред кугле која потенцијално блокира директну путању ударне кугле циљној кугли.

## Познати играчи
Међу најпознатије играче овог спорта убрајају се Стивен Хендри (седмоструки светски првак из ’90-их), Рони О’Саливан (сматра се најталентованијим играчем, а освојио је светско првенство седам пута), Џон Хигинс, Марк Вилијамс (двоструки светски првак), Стив Дејвис (шестоструки светски првак у ’80-им), Џо Дејвис итд.